# 宝莲灯 (舞剧电影)

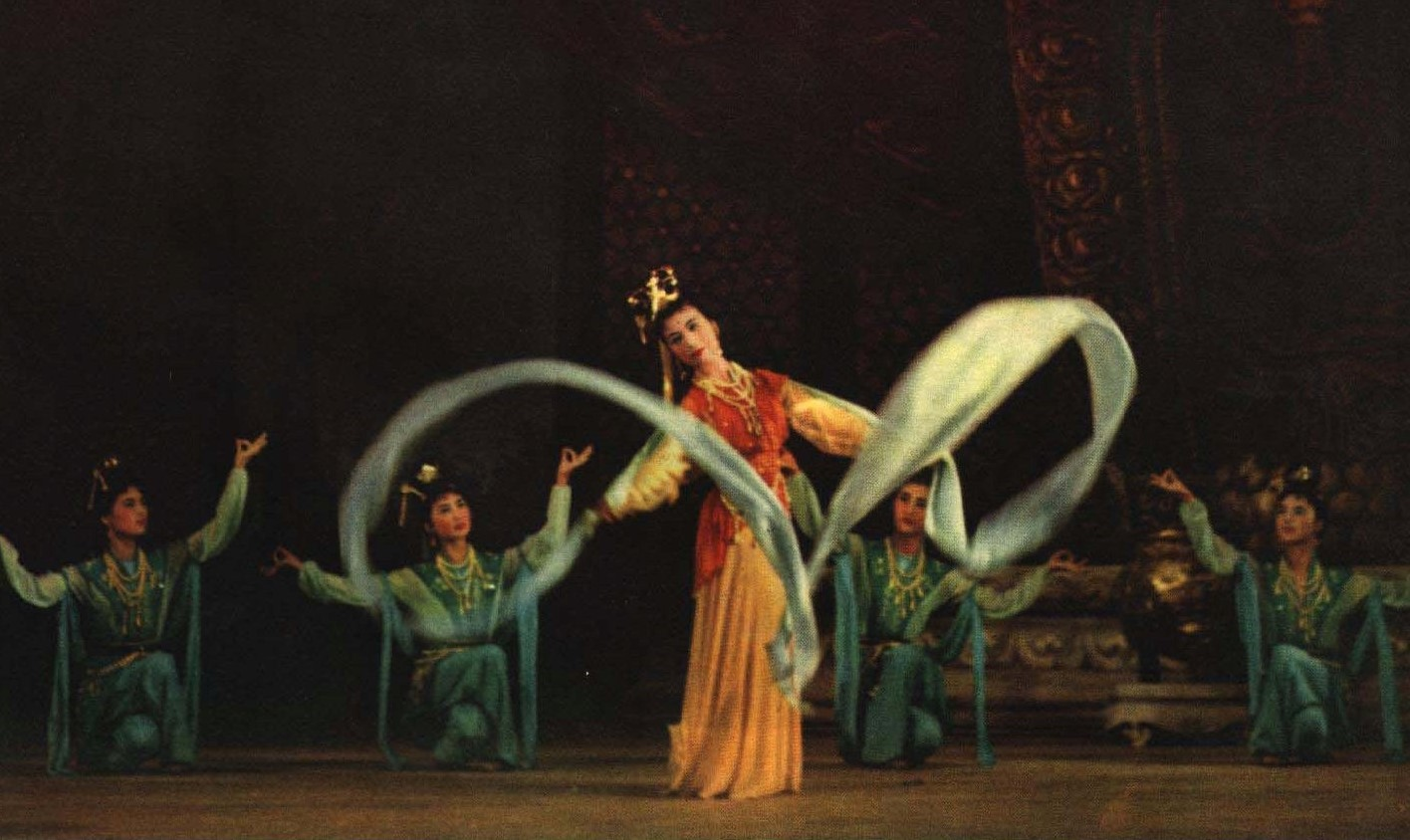
1962年 民族剧 宝莲灯

《宝莲灯》是上海天马电影制片厂于1959年摄制的舞剧片。

## 情节介绍
传说中，天宫中的三圣母不顾哥哥二郎神的反对，带着宝莲灯下凡与书生刘彦昌结合并生下了沉香，一家人过着幸福的生活。二郎神到人间抓走了小沉香，要挟三圣母交出宝莲灯。无奈之中，三圣母只得把灯交出，并被压在华山下。沉香在嘎妹的帮助下，夺回神灯，逃离天宫，踏上了寻母之路。在与二郎神决战的危急时刻，沉香借助宝莲灯的神力，终于打败了二郎神，救出了母亲。

## 主要角色
- 圣母：赵青饰
- 沉香：陈云富饰
- 刘彦昌：傅兆先饰
- 二郎神：孙天路饰

## 其他人员
- 摄像：冯四知、卢俊福
- 美术：卢景光

## 文化影响
《宝莲灯》是中国用英语译配解说的第一部影片，其翻译是谭宁邦。

## 參看
- 电影目录